# Rue Antoine Dansaert

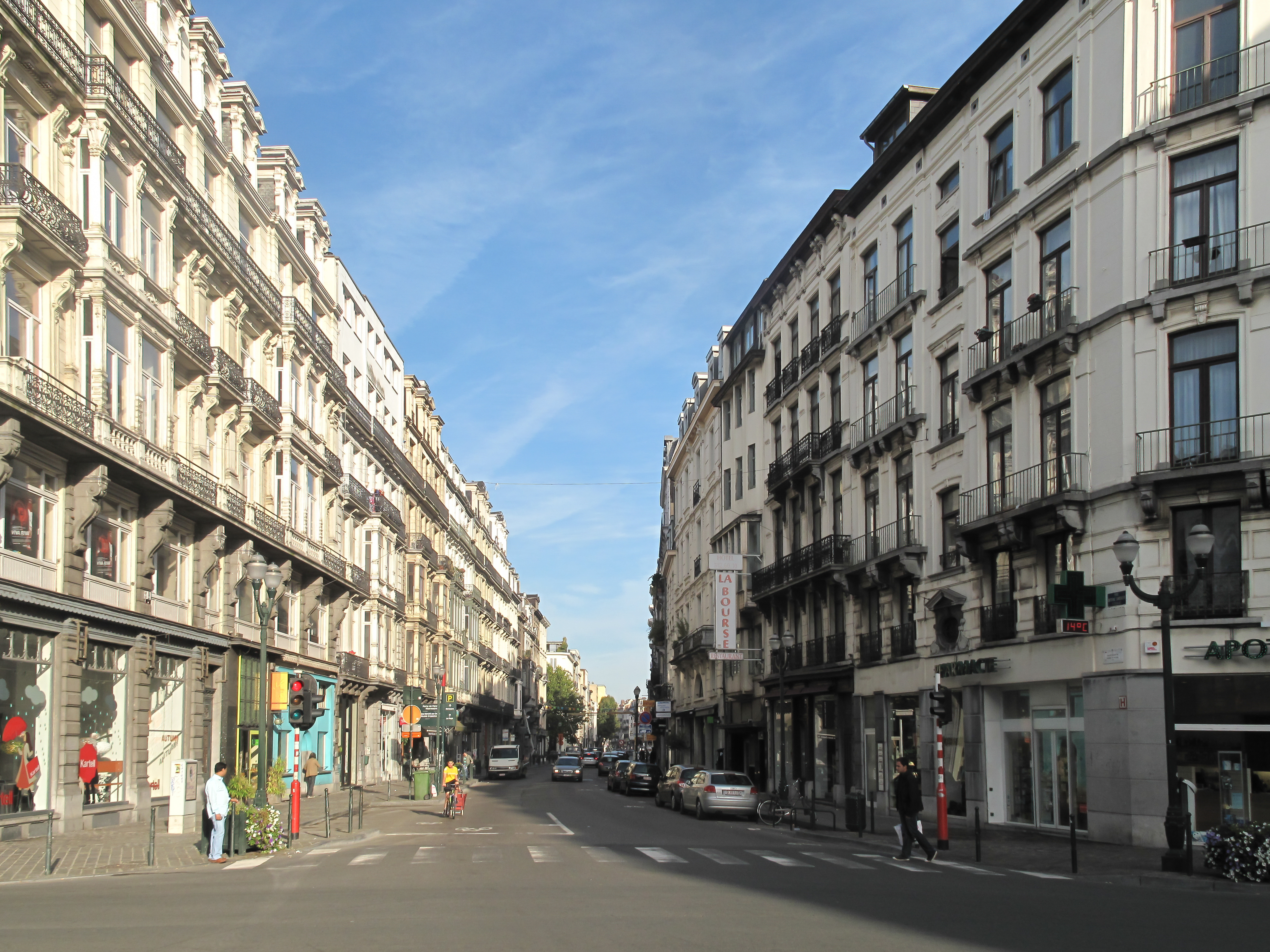
Rue Antoine Dansaert

La rue Antoine Dansaert (en néerlandais : Antoine Dansaertstraat) est située dans le quartier de la Senne de la ville de Bruxelles, plus précisément dans le sous-quartier Dansaert.

## Description
Il s'agit d'une rue rectiligne et large qui date du début du XXe siècle, percée dans le prolongement de la rue Auguste Orts à proximité de la Bourse. La rue porte le nom d'Antoine Dansaert, un conseiller communal de Bruxelles.
Cette rue remplace deux anciennes voiries démolies : la rue de Jéricho et la ruelle dite de la Cuiller, débaptisée pour l'incorporer à la nouvelle rue Antoine Dansaert. À proximité de cette rue, on trouve, à la hauteur de la rue Léon Lepage, une des plus belles impasses de Bruxelles, l'impasse de la cigogne.
Cette rue est, depuis les années 1990, une rue en pleine gentrification, un phénomène sociologique concernant des gens relativement aisés qui « découvrent » un quartier offrant des logements d'un rapport qualité-prix intéressant et décident d'y migrer. De tels quartiers sont nécessairement bien situés par rapport au centre-ville, à certains attraits naturels ou à des pôles générateurs d'emplois. Le quartier attire de nouveaux commerces de textile de mode belge comme Olivier Strelli ou d'ameublement d'exception, comme un détaillant de meubles Kartell ou de bars comme le Walvis : celui-ci attire de nouveaux habitants, majoritairement des jeunes Flamands célibataires. Il s'ensuit une spéculation immobilière repoussant les habitants plus fragilisés vers d'autres quartiers populaires de la ville. La demande de logements dans ce quartier est souvent liée à du logement de type loft.
Passé le canal à la hauteur de la porte de Flandre, la chaussée de Gand prolonge cette rue et aboutit au quartier Rive Gauche de Molenbeek.
| ___ | Ce site est desservi par les stations de métro : Sainte-Catherine et Comte de Flandre. |

Villo! : station n°32